# Hyperdimension Neptunia Victory
Hyperdimension Neptunia Victory (яп. 神次元ゲイムネプテューヌV Камидзигэн гэйму Нэпутю:ну Буи) — японская ролевая игра, разработанная и изданная Compile Heart вместе с Idea Factory. Третья игра в серии Hyperdimension Neptunia. Сюжет начинается в 1989 году, после событий Hyperdimension Neptunia Mk2, в альтернативном мире геймдустрии. Игра вышла 30 августа 2012 года в Японии, и в марте 2013 года в Северной Америке и Европе. ESRB присвоил игре рейтинг «T».
Hyperdimension Neptunia Re;Birth 3 V Generation — ремейк третьей игры. Вышел в Японии 18 декабря 2014 года на платформу Playstation Vita. В Северной Америке игра вышла 30 июня 2015 года, в Европе — 3 июля 2015 года. На PC выход состоялся 30 октября 2015 года.

## Игровой процесс
Как и в предыдущих играх серии, игра состоит из исследования мира и сражений, состоящих из перемещений и атак. Большая часть геймплея состоит из чтения текста, как в визуальном романе.

## Сюжет
Действия игры начинаются в 1989 году. Игрок вновь принимает на себя управление Нептун, поскольку она застряла в пространстве/времени и послана в другой мир. На волне слухов о морском вторжении страны Линбокс, страна Лови готовится к войне.

## Отзывы и продажи
| Сводный рейтинг | Сводный рейтинг | Сводный рейтинг |
| Издание         | Оценка          | Оценка          |
| Издание         | PS3             | PS Vita         |
| --------------- | --------------- | --------------- |
| GameRankings    | 60,53 %         | 70,25 %         |

Летом 2018 года, благодаря уязвимости в защите Steam Web API, стало известно, что точное количество пользователей сервиса Steam, которые играли в Hyperdimension Neptunia Re;Birth 3 V Generation хотя бы один раз, составляет 123 031 человек.